# Acacia supporosa
Acacia supporosa é uma espécie de leguminosa do gênero Acacia, pertencente à família Fabaceae.